# هانس فون بلیکسن-فینکه (زاده ۱۹۱۶)
هانس فون بلیکسن-فینکه (انگلیسی: Hans von Blixen-Finecke Jr.; ۲۰ ژوئیهٔ ۱۹۱۶ – ۱۶ فوریهٔ ۲۰۰۵) فرد نظامی سوارکار و افسر ارتش اهل سوئد بود.